# Carl Jensen (boxeador)
Carl Jensen (Aarhus, 19 de dezembro de 1909 – Gentofte, 18 de março de 1991) foi um boxeador dinamarquês que competiu nos Jogos Olímpicos de Verão de 1932.